# 盛岡市立下小路中学校
盛岡市立下小路中学校（もりおかしりつしたこうじちゅうがっこう）は、岩手県盛岡市愛宕町にある公立中学校。岩手県中体連事務局が置かれている。
同校は、盛岡市内にある、5つの小学校（山岸小学校、浅岸小学校(2015年閉校)、城南小学校・仁王小学校・高松小学校の一部の学区）から集まり、盛岡市内では大規模校の1つである。

## 沿革
- 1948年 - 下小路中学校創設（初代校長：綾部友治郎）、校舎落成開校記念式典挙行。
- 1949年 - 盛岡市立桜城中学校を統合。
- 1954年 - 校庭拡張竣工（総面積3600坪）。
- 1955年 - 盛岡市立加賀野中学校を統合。これにより、1年11クラス、2年12クラス，3年12クラスの計35学級編成となる。
- 1961年 - この年、42学級2026名となり、県下一の大規模校となった。
- 1962年 - 盛岡市立城東中学校開校により学区変更。生姜町・志家・天神下・大日の各地区が城東中学校の学区となる。
- 1979年 - 新校舎落成記念式典。
- 1980年 - 盛岡市立浅岸中学校を統合。
- 1984年 - 下小路中学校クラブ活動振興会結成。
- 1988年 - 柔・剣道場が落成し、「大道館」と命名。
- 1995年 - 岩手県学校安全優良校として岩手県教育委員会より表彰。
- 1998年 - 岩手県書写書道作品コンクール学校賞受賞。
- 1999年 - 50周年記念タイムカプセル埋設。
- 2004年 - 岩手県中学校駅伝大会で女子が優勝し、全国中学校駅伝大会に出場。29位の成績を収める。
- 2005年 - 全国教育美術展「学校賞」受賞。
- 2005年 - 岩手県中学校駅伝大会女子優勝、男子準優勝。女子は全国中学校駅伝大会に出場し26位。
- 2010年 - 硫化水素による異臭騒ぎが発生した。幸いけが人などは出なかった。

## 概要

### 行事
- 4月 - 新任式、始業式、入学式、対面式、修学旅行（3年）、宿泊研修（2年）、遠足（1年）
- 5月 - 体育祭、中間テスト
- 6月 - 盛岡市中学校総合体育大会
- 7月 - 期末テスト、岩手県中学校総合体育大会、三者面談、終業式、夏休み
- 8月 - 始業式、実力テスト
- 9月 - 盛岡市中学校陸上競技大会、盛岡市新人体育大会、下小路もの知り検定
- 10月 - 中間テスト、文化祭
- 11月 - 期末テスト
- 12月 - 三者面談、終業式、冬休み
- 1月 - 始業式、実力テスト
- 2月 - 期末テスト、予餞会
- 3月 - 公立高校入試、修了式、卒業式、公立高校入試合格発表、離任式

### 学区
山岸小学校、浅岸小学校(2015年閉校)、城南小学校・仁王小学校・高松小学校の一部の学区

### 委員会
- 全校執行部
- 合唱委員会
- 応援委員会
- 学習委員会
- 生活委員会
- 保健委員会
- 情報委員会
- 図書委員会
- ボランティア委員会
- 環境整備委員会
- 選挙管理委員会
- 各学年生徒会

### 部活動
部活動強制加入制を取っている。
運動部
- 陸上部
- 野球部
- サッカー部
- ソフトボール部
- バスケットボール部
- ソフトテニス部
- バドミントン部
- バレーボール部
- 卓球部
- ハンドボール部
- 新体操部
- 器械体操部
- 課外活動部
- 駅伝部（特設）
- 剣道部
- 柔道部
- 水泳部（令和2年度より募集を行わない）

文化部
- 美術部
- 吹奏楽部
- 総合文化部
- 創作部
- 合唱部（特設）

### 生徒数
- 2021年（令和3年）2月3日現在、　　
  - 1年生143人（5学級）
  - 2年生190人（6学級）
  - 3年生148人（5学級）
  - 特別支援学級26人（5学級）
    - 合計507人となっている。

## アクセス
- JR東日本IGRいわて銀河鉄道盛岡駅より岩手県交通｢310」で、｢愛宕町口｣下車。徒歩3分。

## 著名な出身者
- 玉澤徳一郎
- 高橋比奈子
- 浅沼晋太郎
- ふじポン
- 川村卓也
- 加藤真輝子
- 照井七瀬